# 2357 Phereclos
2357 Phereclos (1981 AC) là một Trojan của Sao Mộc được phát hiện ngày 1 tháng 1 năm 1981 bởi E. Bowell ở trạm Anderson Mesa thuộc Đài thiên văn Lowell.